# Акулово (Калининградская область)
Акулово — посёлок в Неманском городском округе Калининградской области России.

## Население
| 2002 | 2010 |
| ---- | ---- |
| 400  | ↘349 |

## История
Населённый пункт Кляйн Нойхоф-Рагнит в 1946 году был переименован в посёлок Акулово.
С 30 июня 2008 года по 18 октября 2016 года посёлок входил в состав Неманского городского поселения.